# Гончаров, Евгений Владимирович
Евгений Владимирович Гончаров (род. 1981) — заслуженный мастер спорта по гиревому спорту, 13-ти кратный Чемпион  Мира, 34-х кратный Чемпион Казахстана, 3-х кратный Чемпион Европы, 3-х кратный Чемпион Азии (2018, 2021, 2022), абсолютный рекордсмен Азии в толчке по длинному циклу, рекордсмен мира, абсолютный рекордсмен Казахстана в толчке по длинному циклу. Кандидат в мастера спорта по велоспорту, кандидат в мастера спорта по армрестлингу, победитель Кубка Казахстана по армрестлингу.
IRONMAN 140.6*1
IRONMAN 70.3 *2 
Поднимался на самую высокую гору Европы - Эльбрус (5642) и самую высокую гору Грузии (5033)
Межконтинентальный пловец - переплыл пролив Босфор (Турция) -2024г
Родился в городе Актобе, Республика Казахстан.